# Parc d'État Navarro River Redwoods
Le parc d'État Navarro River Redwoods (en anglais : Navarro River Redwoods State Park) est un parc d'État du comté de Mendocino, en Californie, composé de 2,7 km² de séquoias de seconde croissance sur une étroite bande de 18 km de long sur les deux rives de la rivière Navarro, de la ville de Navarro à la confluence de la rivière avec l'océan Pacifique.

## Activités et équipements
Le parc peut être atteint via la State Road 128, qui serpente à travers le parc le long de la rive nord de la rivière et a de nombreux branchements, permettant aux voyageurs de s'arrêter pour des pique-niques ou de courtes promenades à travers la forêt. La pêche, la natation, le kayak et le canoë sont également possibles.

## Faune et flore
La rivière abrite le saumon coho, la truite arc-en-ciel et la loutre de rivière ; de grands hérons bleus, des martins-pêcheurs, des huards et des balbuzards pêcheurs nichent le long de ses rives. Les ratons laveurs et les cerfs de Virginie vivent dans la forêt, et des baleines grises et des phoques communs peuvent parfois être vus de la plage sur l'océan Pacifique à l'embouchure de la rivière,,.
Parce que la région maintenant couverte par le parc était fortement exploitée au 19e siècle, il ne reste que des séquoias de seconde croissance,. Cependant, deux bosquets de séquoias anciens peuvent être vus dans le parc d'État de Hendy Woods à proximité, en amont à quelques miles au sud-est sur la route 128.

## Histoire
Le parc près de la plage de Navarro comprend plusieurs bâtiments historiques. Captain Fletcher's Inn a été construit par Charles Fletcher, un marin écossais arrivé dans la région en 1851 et qui a été le premier colon européen sur l'estuaire de Navarro. En 1860, Fletcher a vendu la plupart de ses terres à Henry Tichenor et Robert G. Byxbee, qui y ont construit une scierie en 1861. Fletcher a ensuite construit son auberge en 1865 pour héberger des marins dans le commerce du bois pendant qu'ils attendaient le chargement de leurs navires. Avec le temps, une ville de 1 000 habitants a vu le jour autour du moulin, appelée Navarro. L'auberge est restée ouverte jusqu'aux années 1970; la Navarro Mill Company House et la Mill Superintendent's House (qui abrite désormais le Navarro-by-the-Sea Center, un groupe à but non lucratif qui entretient les bâtiments) subsistent également.

Le Parc d'État Paul M. Dimmick (0.049 km²), site qui fait maintenant partie des séquoias de la rivière Navarro, a été créé en 1928 ; il a été nommé d'après un ancien surintendant de la société Albion Lumber. Les terres du Navarro River Redwoods State Park ont été achetées au nom du système de parc d'État de Californie par la Save the Redwoods League en 1987. Le département des parcs a également acheté le Fletcher Inn en 1996 pour 300 000 $ et, en 1998, le National Trust for Historic Preservation l'a inscrit comme l'un de leurs projets « Save America's Treasures ».

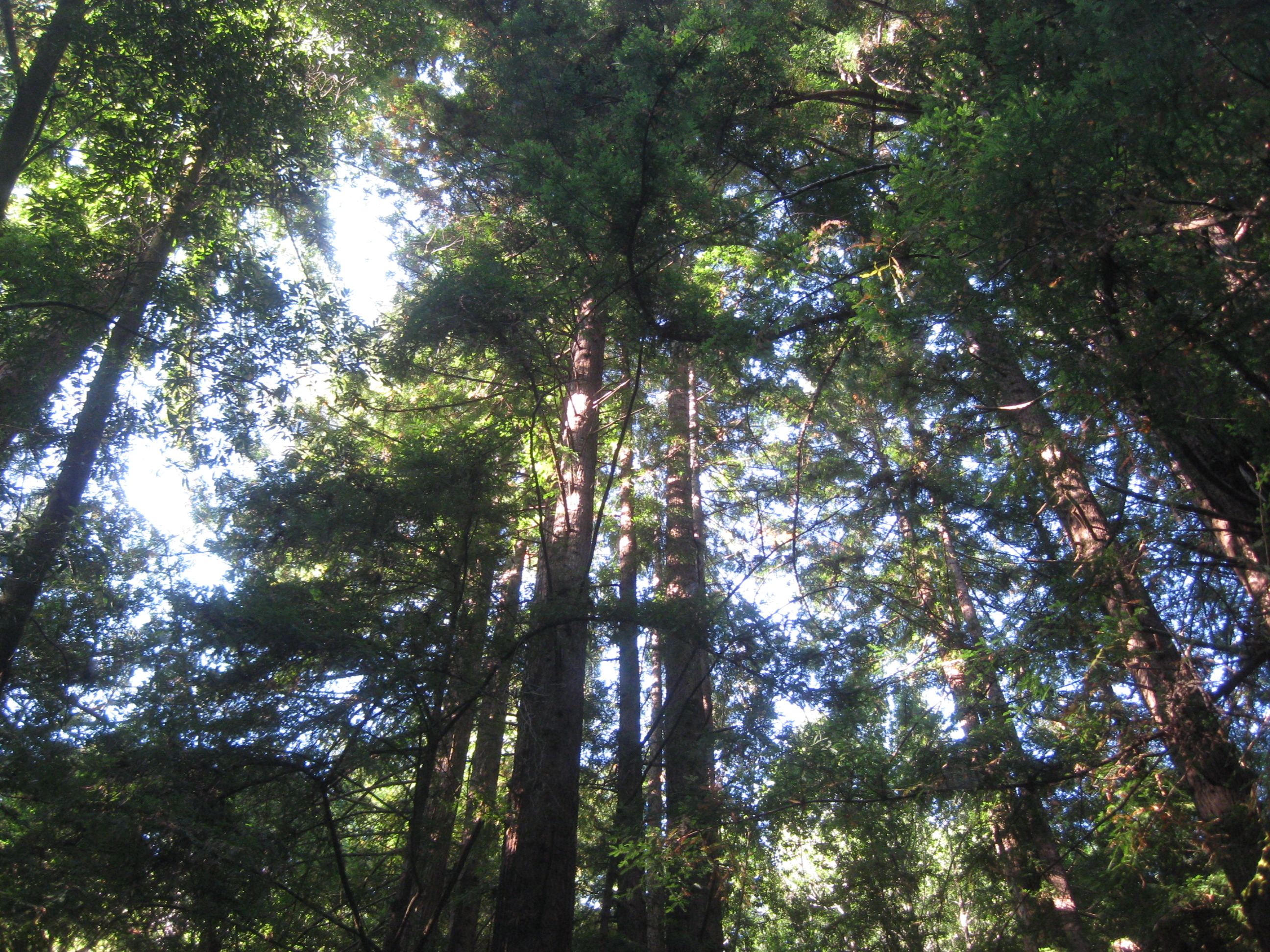
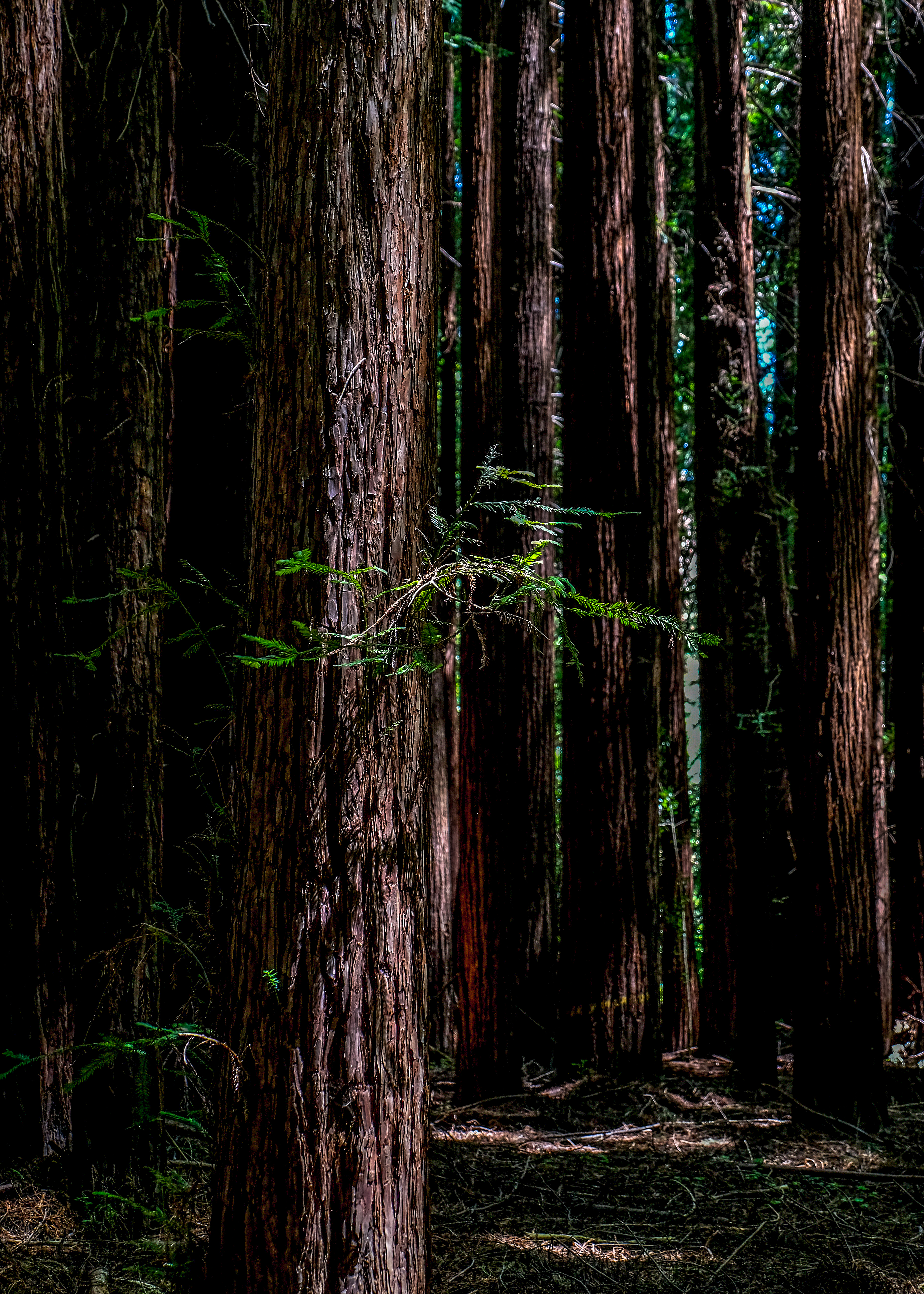